# Монтальдо-ди-Мондови
Монтальдо-ди-Мондови (итал. Montaldo di Mondovì) — коммуна в Италии, располагается в регионе Пьемонт, в провинции Кунео.
Население составляет 587 человек (2008 г.), плотность населения составляет 26 чел./км². Занимает площадь 23 км². Почтовый индекс — 12080. Телефонный код — 0174.
В коммуне 15 августа особо празднуется Успение Пресвятой Богородицы.

## Демография
Динамика населения:

## Администрация коммуны
- Официальный сайт: